# Jean de Pauly
Jean de Pauly (Antivari, Empire ottoman (aujourd'hui au Monténégro), 23 juin 1860 - Lyon 6e, 20 décembre 1903) a été le traducteur en langue française de portions du Talmud et est l'auteur de la première traduction complète du Zohar . Il signait parfois ses œuvres « Pavly »  Né en Albanie, il a obtenu son doctorat de littérature à Palerme, puis a vécu à Bâle et à Lyon, où il semble avoir été professeur à l'École du Sacré Cœur, puis à Rome, Orléans et Turin avant de retourner mourir dans la pauvreté à Lyon. Il s'occupa de la traduction du Zohar au cours des dernières années de sa vie. Proposée à Pauly par le plus grand papetier français, le catholique Émile Lafuma-Giraud, cette traduction a été publiée en 1906-11. Gershom Scholem a accusé Jean de Pauly d'avoir falsifié le contenu du Zohar à travers ses traductions,.

## Publications
- Chosen-Mispat: Oder Civil und Strafrecht Des Judenthums (1893) Jean De Pavly
- Le Faux Pape ou les effrontés fin de siècle stigmatisés et livrés à l'indignation et au mépris des honnêtes gens Jean de Pavly, 1895 Marseille, Imprimerie méridionale, 32p.
- Code civil et pénal du judaïsme, traduit pour la première fois sur l’original chaldéorabbinique. Accompagné de notes et extraits des commentaires, précédé d’une lettre adressée à l’auteur au nom de sa Majesté l’Empereur de Russie par Jean de Pavly. Paris, Ernest Le roux (éditeur), 1896. Fichier PDF.
  - Note : il s'agit d'une traduction partielle et remaniée de la partie Hoshen Mishpat du Choul'han Aroukh (principal code de lois du judaïsme).
- Rituel du judaïsme. Traduit pour la première fois sur l’original chaldéo-rabbinique et accompagné de notes et remarques de tous les commentateurs, par Jean de Pavly avec le concours de M. A. Neviasky. Publiés à Orléans, 1898-1899 :
  - Premier traité : De l’abatage des animaux (1898).
  - Deuxième traité : Des cas morbides chez les animaux (1898).
  - Troisième traité : Des morceaux de viande percevables par les prêtres (1898).
  - Quatrième traité : Des animaux purs et impurs (1899) (PDF) .
    - Note : il s'agit d'une traduction partielle de la partie Yoré Déa du Choul'han Aroukh (principal code de lois du judaïsme). Ce projet de traduction sera poursuivi par le Rabbin A. Neviasky.
- La Cité juive 1898
- Le Manuel du ménage israélite 1899 - un mélange de sérieux et de fantaisie.
- (extraits de) Le Talmud de Babylone 1888 et 1900
- Sepher ha-Zohar (Le livre de la splendeur) : Jean de Pavly. posth. 1906-1911
- Paul Vulliaud éd. et des notes. Études et correspondance des parents de Jean de Pauly au Sepher ha-Zohar . Paris 1933